# Warren South
Warren South é uma Região censo-designada localizada no estado norte-americano de Pensilvânia, no Condado de Warren.

## Demografia
Segundo o censo norte-americano de 2000, a sua população era de 1651 habitantes.

## Geografia
De acordo com o United States Census Bureau tem uma área de
4,7 km², dos quais 4,4 km² cobertos por terra e 0,3 km² cobertos por água.

## Localidades na vizinhança
O diagrama seguinte representa as localidades num raio de 24 km ao redor de Warren South.